# Assoziativmatrix

Abfrage einer Assoziativmatrix in Gitterdarstellung

Eine Assoziativmatrix ist ein Assoziativspeicher mit einem Aufbau, der sich als Matrix oder in Form eines Gitters bestehend aus Zeilen- und Spaltenleitungen darstellen lässt. An den Kreuzungspunkten der Zeilen- und Spaltenleitungen kann ein Kontakt hergestellt werden, was in Matrixdarstellung dem Eintragen einer 1 an der zugehörigen Matrixposition entspricht. Frage-Antwort-Paare werden in die Assoziativmatrix durch eine Lernregel eingetragen, die es ermöglicht, dass der Speicher fehlertolerant und ähnlichkeitserhaltend abgefragt werden kann.
Assoziativmatrizen, die in Assoziativmaschinen Verwendung finden, haben eine typische Größe von einigen 10^3 × 10^3 Einträgen.